# Про Д2
Про Д2 је други ранг рагби јунион такмичења у Француској.

## О лиги
У Про Д2 учествује 16 тимова. У лигашком делу играју се 30 кола. На крају лигашког дела, последње пласирани испада у трећу лигу Федерал 1, а првопласирани иде директно у Топ 14. Екипе које су на табели на другом, трећем, четвртом и петом месту играју плеј оф. Победник плеј оф-а иде у Топ 14. Просечна посећеност на утакмицама је око 4 200 гледалаца.
Тимови за сезону 2015-2016
Алби
Стад Аурилак
Авирон Бајон
Безиерс Херолт
Олимпик Биариц
Бургоин Жали
Каркасон
Коломиерс
Дакс
Олимпик Лион
Стад Монтоиз
Монтаубан
Нарбон
Перпињан
Провенц
Тарбез